# Littorininae
Littorininae is een onderfamilie van weekdieren uit de klasse van de Gastropoda (slakken).

## Geslachten
- Afrolittorina Williams, Reid & Littlewood, 2003
- Austrolittorina Rosewater, 1970
- Cenchritis Martens, 1900
- Echinolittorina Habe, 1956
- Littoraria Gray, 1833
- Littorina Férussac, 1822
- Littorinopsis Mörch, 1876
- Mainwaringia G. Nevill, 1885
- Melarhaphe Menke, 1828
- Nodilittorina Martens, 1897
- Peasiella G. Nevill, 1885
- Rufolacuna Ponder, 1976
- Tectarius Valenciennes, 1832